# مقصد نهایی ۳
مقصد نهایی ۳ (به انگلیسی: Final Destination 3) این فیلم سومین فیلم از سری فیلم‌های مقصد نهایی است و در سال ۲۰۰۶ به کارگردانی جیمز وانگ ساخته شد. در این فیلم مری الیزابت وینستد و همچنین بازیگرانی چون رایان مریمان و آماندا کرو ایفای نقش کردند.

## خلاصه داستان
یک دبیرستان برای دانش‌آموزانش سال آخر خود یک جشن برگزار می‌کند و آن‌ها را به شهربازی می‌برد تعدادی از دانش‌آموزان قصد سوار شدن به رولرکستر را دارند.
یکی از آن‌ها به نام وندی کریستنسن (مری الیزابت وینستد) در حالتی بین خواب و بیداری خرابی رولرکستر و مرگ خودش و دوستانش را می‌بیند و مضطرب و فریادزنان می‌خواهد پیاده شود و به بقیه هشدار می‌دهد از رولرکستر پیاده شوند چون این وسیله خراب است و چند نفر همراه او می‌آیند و بقیه دانش آموزان لحظاتی بعد کشته می‌شوند.
یکی از دوستانش به نام کوین فیشر (رایان مریمان) چند روز بعد از حادثه به وندی می‌گوید تجربه تو مشابه یکی از مسافران هواپیمای ۱۸۰ است که چند سال قبل سقوط کرده‌است و نجات یافتگان هواپیما هم بعد از مدتی مرده‌اند وندی ابتدا حرف‌های او را باور نمی‌کند اما پس از کشته شدن دو نفر از همکلاسی‌های خود می‌فهمد همه آن‌ها که نجات یافته‌اند در فهرست مرگ هستند.
وندی و کوین با مشاهده عکس‌هایی که وندی در شب حادثه گرفته متوجه می‌شوند در عکس‌ها نحوه مرگ همه آن‌ها مشخص شده پس با داشتن این اطلاعات تصمیم به نجات جان بقیه دوستانشان می‌گیرند و....